# تقرير بيتشارد
تقرير بيتشارد أو تحقيق بيتشارد (بالإنجليزية: Bichard report)‏ هو عبارة عن تحقيق عام لحماية الطفل، وقد صدر عقب الاهتمام الإعلامي حول جرائم القتل في مدينة سوهام، حيث قتلت فتاتين صغيرتين من قبل المشرف على نظافة مدرستهم إيان هنتلي في كامبردج شاير. بدأ التحقيق في 18 ديسمبر عام 2003، بعد إن وجدت هيئة محلفين من مدينة بيلي القديمة أن هنتلي مذنب بقتل الفتاتين. وبعد صدور الحكم تم الكشف أن هنتلي  قد تم التحقيق معه من قبل الشرطة لجرائم عديدة من بينها السطو والاعتداء الفاحش والاغتصاب خلال فترة التسعينات، وتمكن من تكذيب تهمة السطو ولكن الشرطة لم تصرح بهذا. ولكن على الرغم مما سبق كان بإمكان هنتلي الحصول على وظيفة كمشرف على نظافة المدرسة في سوهام عام 2001.
وقد تم اختيار مايكل بيتشارد لرئاسة التحقيق. وصرح بأنه يجب أن يكون هناك نظام لفحص أي شخص يعمل مع الأطفال قبل البدء بالعمل معهم. وقد نشر هذا في عام 2004. وقد كان هذا التقرير متعلقاً بكيفية تمكن شخص مثل إيان هنتلي،الذي أدين بجرائم عديدة في سوهام عام 2003 من العمل في مدرسة وكيفية تجنب ذلك في المستقبل.

## النقاط الرئيسية التي تم إعادة النظر بها
- عمل مخطط تسجيلي لكل الراغبين في العمل مع الأطفال أو الأشخاص الضعفاء.
- مقدمة عن نظام استخبارات الشرطة الوطنية لإنجلترا وويلز.
- مدونات واضحة لجميع قوات الشرطة لحفظ البيانات ومشاركتها.
- تدريب المدرسين الرئيسين والمديرين على كيفية إجراء المقابلات، والتأكد من أن الموظفين يعملون وفقاً لقواعد الحماية المطلوبة.
- إرشادات  للخدمات الاجتماعية بشأن الوقت الذي ينبغي فيه إحالة القضايا المتعلقة بالجنس إلي الشرطة.